# Susan Faludi
Susan Charlotte Faludi (Queens, 1959. április 18. –) amerikai feminista, újságíró és író. 1991-ben Pulitzer-díjat nyert a magyarázó újságírásért a Safeway Stores, Inc. szupermarket tőkeáttétellel történő felvásárlásáról szóló riportjáért, amelyet a Pulitzer-díj bizottság a „nagy pénzügyek emberi költségeinek” bemutatásáért méltatott. 2016-ban Kirkus-díjat kapott az In the Darkroom ("Sötétkamrában"; magyarul Előhívás címmel jelent meg) című munkájáért, amely szintén döntős volt a 2017-es Pulitzer-életrajzi díjra.

## Életrajzi adatok
1959-ben született a New York-i Queensben, és a New York-i Yorktown Heightsban nőtt fel. Marilyn (Lanning), háztartásbeli és újságíró, valamint Stefánie Faludi (akkori nevén Steven Faludi, született Friedman István) fotográfus gyermekeként született. Apja, Faludi István (Stefánia) Magyarországról emigrált, zsidóként túlélte a holokausztot; végül transznemű nőnek vallotta magát, és 2015-ben halt meg. Susan Faludi amerikai-magyar kettős állampolgársággal rendelkezik. Anyai nagyapja szintén zsidó volt. Susan 1981-ben summa cum laude diplomát szerzett a Harvard Egyetemen, ahol a Phi Beta Kappa tagjává választották, és a Harvard Crimson vezető szerkesztője volt, majd újságíró lett, többek között a The New York Times, a Miami Herald, az The Atlanta Journal-Constitution, a San Jose Mercury News és a The Wall Street Journal számára írt.
A nyolcvanas években számos cikket írt a feminizmusról és a mozgalommal szembeni nyilvánvaló ellenállásról. Egy minta kialakulását látva megírta a Backlash című könyvet, amely 1991 végén jelent meg. 2008-2009-ben Faludi a Radcliffe Institute for Advanced Study ösztöndíjasa volt, a 2013-2014-es tanévben pedig a Bowdoin College Gender and Women's Studies program Tallman-ösztöndíjasa volt. Házasságban él Russ Rymer újságíróval. Faludi 2013 januárja óta a massachusettsi Cambridge-ben található The Baffler magazin szerkesztője. 1996-ban a SUNY Plattsburgh egyetem tiszteletbeli Omicron Delta Kappa tagsággal tüntette ki. 2017-ben a svédországi Stockholmi Egyetem díszdoktori címet adományozott neki.

## Főbb munkái

### Backlash

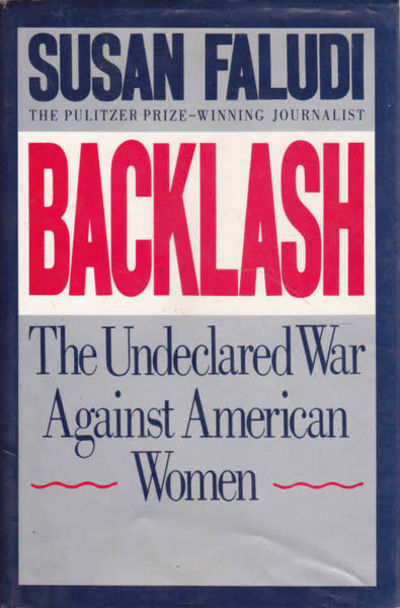
A Backlash című könyv első kiadásának borítója

Susan Faludi 1991-ben megjelent Backlash: The Undeclared War Against American Women című könyve szerint az 1980-as években a feminizmus ellen indult ellenreakció, különösen a karrierista nőkkel szembeni negatív sztereotípiák terjedése miatt. Faludi azt állította, hogy sokan, akik azt állítják, hogy „a nők helye otthon van, a gyerekekre vigyázva”, képmutatók, mivel feleségük dolgozó anya, vagy nőként ők maguk is dolgozó anyák. Ezzel a művével 1991-ben elnyerte a National Book Critics Circle általános tényirodalmi díját. A könyv klasszikus feminista szöveggé vált, amely minden generáció nőtagjait arra figyelmezteti, hogy a feminizmus vívmányait nem szabad természetesnek venni. 2014-ben olyan neves nők, mint Jill Abramson és Katha Pollitt újságírók, Lena Dunham színésznő/írónő és Roxane Gay feminista írónő – többek között – újraolvasták a könyv egyes fejezeteit, és megvizsgálták azok mai aktualitását. 2015 szeptemberében a bustle.com a Backlash-t a „25 bestseller az elmúlt 25 évből, amelyek elolvasására egyszerűen időt kell szakítanod” listájára vette fel. Molly Fischer a The New Yorker 2022. júliusi számában a könyv örökségére reflektálva a Backlash-t „korszakmeghatározó jelenségnek” nevezte, amely „megrázóan módszeres értékelést adott a nők helyzetéről a Reagan-korszak Amerikájában”. A Backlash-t több idegen nyelvre is lefordították, többek között spanyol, portugál, lengyel, német, finn, koreai és olasz nyelvre.

### Stiffed
1999-ben megjelent Stiffed: The Betrayal of the American Man című könyvében Faludi az amerikai férfi állapotát elemzi. Azt állítja, hogy bár a hatalmon lévők közül sokan férfiak, az egyes férfiak többségének kevés hatalma van. Az amerikai férfiakat arra nevelték, hogy legyenek erősek, támogassák a családjukat és dolgozzanak keményen. De sok férfi, aki ezt követte, ma már alulfizetett vagy munkanélküli, kiábrándult és a feleségei által elhagyott. Az amerikai társadalom változásai a férfiakat és a nőket egyaránt érintették, állapítja meg Faludi, és helytelen az egyes férfiakat hibáztatni az osztálykülönbségekért vagy az egyéni szerencse és képességek egyszerű különbségeiért, amelyeket nem ők okoztak, és amelyektől a férfiak és a nők egyaránt szenvednek.

### The Terror Dream
A The Terror Dream (Rémálom) című könyvében Faludi a 2001. szeptember 11-ei terrortámadásokat a korábbi amerikai tapasztalatok fényében elemzi, amelyek visszanyúlnak a történelmi amerikai határvidék bizonytalanságához, például a Metacom-lázadáshoz. Faludi amellett érvel, hogy 9/11 újjáélesztette Amerikában a nőkkel szemben ellenséges légkört. A nőket gyengének tekintik, és leginkább csak arra alkalmasnak, hogy támogató szerepet játsszanak a támadás ellen védelmet nyújtó férfiak számára. A könyvet a The New York Times fő könyvkritikusa, Michiko Kakutani „tendenciózus, önelégült, hanyagul érvelő műnek nevezte, amely rossz hírét kelti a feminizmusnak”. Egy másik New York Times-újságíró, John Leonard szerint „A The Terror Dreamban a szkeptikus Faludi mindent elolvas, mindenkit megkérdőjelez, túl sok beszélő fejet néz a tévében, és úgy bújik elő az archívumokból, mint egy ördögűző és egy Pentheszileia. Sarah Churchwell a The Guardianban azt írja: „Végső soron Faludi a saját túlzásaiban és mítoszteremtésében bűnös, érveit erőltetve aláveti magát”. A Kirkus Reviews viszont azt állította, hogy a könyv „gazdag, éleslátó elemzése az amerikai élet szürrealitásának 9/11 után”, és hogy „briliáns, megvilágító és alapvető”. Maureen Corrigan a Fresh Airnek írt kritikájában dicsérte Faludit „a rá jellemző visszafogottságért és a kutatás mélységéért”, valamint „az igazsághoz való szigorú ragaszkodásáért”.

### In the Darkroom

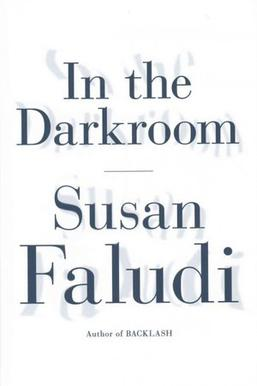
In the Darkroom

Faludi legújabb, 2016-os könyve a Henry Holt & Co. kiadásában megjelent In the Darkroom; a „modern transzszexualitás” „fluiditásáról és binaritásáról” szól, amelyet Faludi apjának transznemű nőként való coming outja ihletett. Michelle Goldberg a The New York Times-ban Faludi könyvét „gazdag, megragadó és végül nagylelkű nyomozásnak nevezte apjáról”. Rachel Cooke a The Guardianban úgy jellemezte a könyvet, mint „elegáns mesterművet” és „az identitás kereső vizsgálatát, amely alig álcázza magát egy néha vicces és néha nagyon fájdalmas családi saga formájában”. Az In the Darkroom 2016-ban elnyerte a Kirkus Prize for nonfiction díjat, és döntős volt a 2017-es Pulitzer-díjra az életrajzok kategóriájában. A könyvet több idegen nyelvre is lefordították, többek között spanyol, olasz, német, koreai, lengyel, portugál, magyar, török, holland és kínai nyelvekre.

## Faludi and feminism
Faludi elutasította a kritikusok állítását, miszerint létezik egy „merev, monolitikus feminista ortodoxia”, és válaszul megjegyezte, hogy nem értett egyet Gloria Steinemmel a pornográfiával és Naomi Wolffal az abortusz kérdésében.
Gloria Steinemhez hasonlóan Faludi is kritizálta az akadémiai feminista elméletalkotásban uralkodó obskurantizmust, mondván: „Van ez a fajta szűkülő specializáció és a dekonstrukció vagy az új historizmus, vagy bárhogy is hívják manapság, kódolt, elitista nyelv használata, ami szerintem áthatolhatatlan és nem különösebben hasznos”. „Az akadémiai feminizmusnak a dekonstruktivizmushoz fűződő szerelmi viszonyát” »fogatlannak« minősítette, és arra figyelmeztetett, hogy az „elvonja a figyelmet a közélet problémáival való konstruktív foglalkozástól”.

## Bibliográfia

### Könyvek
- Faludi, Susan. Backlash: The Undeclared War Against American Women(wd). New York: Crown (1991)
- Faludi, Susan. Stiffed: The Betrayal of the American Man(wd). New York: William Morrow (1999)
- Faludi, Susan. The Terror Dream: Fear and Fantasy in Post-9/11 America(wd). New York: Metropolitan Books (2007)
- Faludi, Susan. In the Darkroom(wd). New York: Metropolitan Books (2016)

### Esszék és riportok
- Faludi, Susan, "All the News That's Fit to Feel," The New York Review of Books, August 15, 2024.
- Faludi, Susan,“Hag of Misery,” The New York Review of Books, November 02, 2023.
- Faludi, Susan, "Feminism Made a Faustian Bargain With Celebrity Culture. Now It’s Paying the Price." The New York Times, June 20, 2022.
- Faludi, Susan,“Trump’s Thoroughly Modern Masculinity,” The New York Times, October 29, 2020.
- Faludi, Susan,“’Believe all women’ is a Right-Wing Trap,” The New York Times, May 18, 2020.
- Faludi, Susan. Death of a revolutionary : Shulamith Firestone helped to create a new society. But she couldn't live in it., 52–61. o. (2013. április 15.)
- Faludi, Susan (2013). „Facebook feminism, like it or not”. The Baffler 23 (23), 34–51. o. DOI:10.1162/BFLR_a_00166. JSTOR 43307858. (Hozzáférés: 2024. augusztus 12.)
- Faludi, Susan, (October 2010) "American Electra: Feminism's Ritual Matricide" Harper's: 29–42.
- Faludi, Susan. „The Reckoning: Safeway LBO Yields Vast Profits but Exacts a Heavy Human Toll”, The Wall Street Journal, 1990. május 16.. [2015. augusztus 20-i dátummal az eredetiből archiválva]

### Magyarul megjelent
- Előhívás. Mindent apámról (In the Darkroom) – Libri, Budapest, 2018 · ISBN 9789634330622 · Fordította: Merényi Ágnes

## Interjúk és portrék
- “Backlash Then, Backlash Now” JSTOR Daily, March 17, 2021
- “Susan Faludi: the feminist writer on trans issues, Donald Trump and masculinity.” The Guardian, June 17, 2016
- Susan Faludi: the Mother Jones Interview Archiválva 2024. szeptember 4-i dátummal a Wayback Machine-ben

## Egyéb információk
- Honlapja
- Susan Faludi Resources. A nomád szellem A kritikus gondolkodók erőforrásai.

## Fordítás
- Ez a szócikk részben vagy egészben  a   Susan Faludi című angol Wikipédia-szócikk fordításán alapul.  Az eredeti cikk szerkesztőit annak laptörténete sorolja fel. Ez a jelzés csupán a megfogalmazás eredetét és a szerzői jogokat jelzi, nem szolgál a cikkben szereplő információk forrásmegjelöléseként.